# エリック・ハッカー
エリック・リン・ハッカー（Eric Lynn Hacker, 1983年3月26日 - ）は、アメリカ合衆国・テキサス州ダンカンビル出身の元プロ野球選手（投手）。右投両打。

## 経歴

### プロ入り前
ダンカンビル高校に在籍していた。元々アメリカンフットボールをしていてクォーターバックを守っていた。しかし、怪我が原因で野球に転向した。

### プロ入りとヤンキース傘下時代
2002年のMLBドラフトでニューヨーク・ヤンキースからドラフト23巡目指名され、入団。この年は、傘下ルーキークラスのガルフ・コーストリーグのガルフ・コーストリーグ・ヤンキースで3試合に登板した。
2003年も、傘下ルーキークラスのガルフ・コーストリーグのガルフ・コーストリーグ・ヤンキースでプレーし、7試合(5試合で先発)に登板した。
2004年は、傘下ショートシーズンAのスタテンアイランド・ヤンキースでプレーした。また、トミー・ジョン手術を受けている。
2005年は、傘下Aのチャールストン・リバードッグスでプレーした。サウス・アトランティックリーグでオールスターゲームに選出された。
2006年は、右肩の手術を受けプレーしなかった。
2007年は、開幕を傘下Aのチャールストン・リバードッグスで迎えた。ここでは、17試合に登板した。その後、傘下アドバンスAのタンパ・ヤンキースに昇格し、9試合(7試合で先発)に登板した。。その後、1試合だけ傘下AAAのスクラントン・ウィルクスバリ・レイルライダースでプレーした。
2008年は、開幕を傘下アドバンスAのタンパ・ヤンキースで迎えた。5月28日に、傘下AAのトレントン・サンダーに昇格した。17試合に先発登板した。サンダーがプレーオフに進出し、2勝をあげイースタンリーグの優勝に貢献した。オフの11月に結婚した。
2009年は、メジャーのスプリングトレーニングでプレーしていたが、3月8日にマイナーのスプリングトレーニングに異動した。開幕を傘下AAのトレントン・サンダーで迎えた。3試合に登板後、傘下AAAのスクラントン・ウィルクスバリ・レイルライダースに昇格した。5月9日に、ブレット・トムコを40人枠に登録するため、DFAとなった。

### パイレーツ時代
2009年5月16日にロムロ・サンチェスとのトレードでピッツバーグ・パイレーツへ移籍した。傘下AAAのインディアナポリス・インディアンズへ異動した。ここでは、21試合に登板した。9月8日に、自身初めてメジャーに昇格した。22日のシンシナティ・レッズ戦でメジャーデビューを果たした。オフの11月7日に40人枠外となり、9日に、フリーエージェントとなった。

### ジャイアンツ傘下時代
2009年12月18日にサンフランシスコ・ジャイアンツと契約を結んだ。
2010年は、当初は、メジャーのスプリングトレーニングに参加していたが、その後、マイナーのスプリングトレーニングへ異動された。開幕は、傘下AAAのフレズノ・グリズリーズで迎えた。この年は、29試合に先発した。好投をするもメジャーに昇格する事は無かった。オフの11月6日にFAとなった。

### ツインズ時代
2010年11月9日にミネソタ・ツインズと契約を結んだ。
2011年は、当初は、メジャーのスプリングトレーニングに参加していたが、その後、マイナーのスプリングトレーニングへ異動した。4月19日にリリーフに転向したアレックス・バーネットの空いた先発の枠を埋めるまめメジャーに昇格した。27日の試合後に、アンソニー・スウォーザックとの入れ替えで傘下AAAのロチェスター・レッドウイングスへ降格した。7月17日には、スコット・ダイアモンドを40人枠に登録するため40人枠外となった。この年は、マイナーでも成績が悪く14敗はマイナーで最多だった。オフの10月4日にフリーエージェントとなった。

### ジャイアンツ復帰
2012年は、古巣のジャイアンツとマイナー契約を結んだ。開幕を傘下AAAのフレズノ・グリズリーズで迎えた。4月27日にダブルヘッダーに伴う26人枠でメジャーに昇格した。試合終了後に、スティーブ・エドルフセンとの交換で傘下AAAのフレズノ・グリズリーズへ降格した。マイナーでは、この年のパシフィックコーストリーグのオールスターゲームに選出された。8月17日に、ブラッド・ペニーのDL入りに伴ってメジャーに再昇格した。8月25日にイーライ・ホワイトサイドとの入れ替えで再降格した。。最終的に、この年は、メジャーで4試合に登板し、傘下AAAのフレズノで26試合(25試合で先発)に登板している。ここでは、12勝をあげリーグ最多タイだった。9月4日にエマニュエル・バリスを登録する為DFAとなった。8日にFAとなった。

### NCダイノス時代
2013年1月15日に韓国・KBOのNCダイノスと契約を結んだ。この年は、打線の援護が少なく4勝しかあげる事が出来なかった。単年契約だったが、オフに再契約を結び残留した。
2014年は、8勝をあげた。2013年から2014年までの登録名はファーストネームの「エリック（에릭）」だったが、2014年よりNCでの同僚として同じ外国人選手の「エリック・テイムズ」が在籍したため、2015年より登録名を「ハッカー（해커（原文読みでは「ヘコ」））」に変更した。
2015年は、19勝で自身初となる最多勝のタイトルを獲得した。2016年は13勝、2017年は12勝と3年連続2ケタ勝利を記録し、2017年限りで退団した。

### ネクセン・ヒーローズ時代
2018年6月21日に、故障のため退団したエスミル・ロジャースの代役としてネクセン・ヒーローズと契約、KBOに復帰した。ネクセンでは同年5勝を記録するも、オフにチームがエリック・ヨキシュと契約したことにより、この年限りで退団。

## 人物
- 高校時代は、アメリカンフットボールをやっていた。ダラス・カウボーイズのファンである。
- 釣りとポケットビリヤードが趣味である[2]。

## 詳細情報

### 年度別投手成績
| 年 度     | 球 団     | 登 板 | 先 発 | 完 投 | 完 封 | 無 四 球 | 勝 利 | 敗 戦 | セ 丨 ブ | ホ 丨 ル ド | 勝 率 | 打 者 | 投 球 回 | 被 安 打 | 被 本 塁 打 | 与 四 球 | 敬 遠 | 与 死 球 | 奪 三 振 | 暴 投 | ボ 丨 ク | 失 点 | 自 責 点 | 防 御 率 | W H I P |
| --------- | --------- | ----- | ----- | ----- | ----- | -------- | ----- | ----- | -------- | ----------- | ----- | ----- | -------- | -------- | ----------- | -------- | ----- | -------- | -------- | ----- | -------- | ----- | -------- | -------- | ------- |
| 2009      | PIT       | 3     | 0     | 0     | 0     | 0        | 0     | 0     | 0        | 0           | ----  | 14    | 3.0      | 4        | 0           | 2        | 0     | 0        | 1        | 0     | 0        | 2     | 2        | 6.00     | 2.00    |
| 2011      | MIN       | 2     | 0     | 0     | 0     | 0        | 0     | 0     | 0        | 0           | ----  | 22    | 5.1      | 4        | 0           | 4        | 0     | 0        | 2        | 0     | 0        | 1     | 0        | 0.00     | 1.50    |
| 2012      | SF        | 4     | 1     | 0     | 0     | 0        | 0     | 1     | 0        | 0           | .000  | 45    | 9.2      | 14       | 2           | 2        | 1     | 1        | 8        | 0     | 0        | 6     | 6        | 5.59     | 1.66    |
| 通算：3年 | 通算：3年 | 9     | 1     | 0     | 0     | 0        | 0     | 1     | 0        | 0           | .000  | 81    | 18.0     | 22       | 2           | 8        | 1     | 1        | 11       | 0     | 0        | 9     | 8        | 4.00     | 1.67    |

- 「-」は記録なし

### 背番号
- 17 （2009年）
- 61 （2011年）
- 52 （2012年）
- 38 （2013年）
- 34 （2014年 - 2016年）
- 8   （2017年）
- 00 （2018年）